# Manfred Zache
Manfred Zache (* 24. November 1939 in Frankfurt (Oder)) ist ein deutscher Architekt und Stadtplaner.

## Leben
Zache, Sohn eines Maurers und einer Schneiderin, absolvierte nach dem Abitur zunächst eine Lehre als Betonbauer, bevor er von 1959 bis 1964 an der Hochschule für bildende und angewandte Kunst in Berlin-Weißensee studierte. Anschließend war er als Architekt und Stadtplaner beim Magistrat von Groß-Berlin in leitenden Positionen tätig, ab 1977 als Bereichsleiter der Generalbebauungsplanung und Stellvertreter des Chefarchitekten der Hauptstadt der DDR, Berlin. Er machte sich „in den 70er und 80er Jahren mit der Bearbeitung bedeutender Aufgaben für die städtebauliche Entwicklung der Hauptstadt einen Namen“ und wurde 1971 in das Plenum der Deutschen Bauakademie berufen.
So war Zache mit Joachim Näther und Peter Schweizer verantwortlich für den Bebauungsplan für das Wohngebiet Fischerinsel (1964/65), den städtebaulich-architektonischen Entwurf für den Bereich Rathaus-/Liebknechtstraße (1967) und für das Wohngebiet an der Mollstraße (1967/68). Seine wissenschaftlichen Grundlagenarbeiten zur Wohnungsfondsentwicklung und zur Erhaltung und Modernisierung der Altbauwohngebiete führten zu einer Neubewertung des Altbaubestandes in Berlin. Unter Zaches Leitung wurde insbesondere der Arnimplatz in Berlin-Prenzlauer Berg als großes Modernisierungsgebiet geplant und erfolgreich realisiert (1972 bis 1975). Des Weiteren war er an diversen Untersuchungen beteiligt, zum Beispiel zu Teilabschnitten der Leninallee, Karl-Marx-Allee, Friedrichstraße und Schönhauser Allee.
Nach der Wiedervereinigung war Zache von 1991 bis 1997 im West-Berliner Planungsbüro Regioplan GmbH tätig, seit 1993 als Planungsdirektor. 1997 gründete er eine eigene Firma für Raumplanung, Städtebau und Architektur in Hohen Neuendorf bei Berlin. Auf Grund seiner Jahrzehnte langen Erfahrungen unter anderem aus der Generalbebauungsplanung für den Ostteil der Stadt wurde er weiterhin wiederholt als Gutachter des Berliner Senats für Fragen der gesamtstädtischen Stadtentwicklungsplanung herangezogen.

## Auszeichnungen (Auswahl)
- Architekturpreis der DDR (1976)
- Schinkelmedaille in Bronze (1979) und Silber (1987)
- Verdienstmedaille der DDR (1984)
- Architekturpreis der Hauptstadt der DDR, Berlin (1986)

## Veröffentlichungen (Auswahl)
- Modernisierungsgebiet Arnimplatz im Stadtbezirk Prenzlauer Berg, in: Deutsche Architektur, Jg. 22, Heft 6 vom Juni 1973, S. 354–357, ISSN 0323-3413.
- Modernisierungsgebiet Arnimplatz im Stadtbezirk Berlin-Prenzlauer Berg, in: Architektur der DDR, Jg. 25, Heft 7 vom Juli 1976, S. 395–400, ISSN 0323-3413 (mit Dorothea Krause).
- Grundlinie zur städtebaulich-architektonischen Gestaltung der Hauptstadt der DDR, Berlin. In: Architektur der DDR, Jg. 35, Heft 4 vom April 1986, S. 219–227, ISSN 0323-3413 (mit Bodo Freyer).
- Berlin, Hauptstadt der Deutschen Demokratischen Republik. Grundlinie zur städtebaulich-architektonischen Gestaltung. Berlin 1987.
- Stadterneuerung in Ost-Berlin – Erfahrungen für das Planwerk. In: Planwerk Innenstadt II (Dokumentation der 63. Sitzung des Stadtforums Berlin am 16. Mai 1997), S. 23–28, online unter https://www.stadtentwicklung.berlin.de/planen/stadtforum/download/archiv/63.pdf#page=23.
- Von der "sozialistischen Erneuerung" zur "komplexen Rekonstruktion". In: Architekten- und Ingenieur-Verein zu Berlin (Hrsg.), Visionen einer besseren Stadt. Städtebau und Architektur in Berlin 1949–1999 (Ausstellungskatalog), Berlin 2000, S. 73–76.
- Ein Blick aus dem Osten auf die Ackerstraße und die Baupolitik im geteilten Berlin. In: Günter Schlusche u. a. (Hrsg.), Stadtentwicklung im doppelten Berlin. Zeitgenossenschaften und Erinnerungsorte, Berlin 2014, S. 110–121, ISBN 978-3-86153-810-3.
- Von der kompakten zur umlandverflochtenen Stadt. Leitbildwechsel in der Generalbebauungsplanung der Hauptstadt der DDR, Berlin, 1969–1976. In: Forum Stadt. Vierteljahreszeitschrift für Stadtgeschichte, Stadtsoziologie, Denkmalpflege und Stadtentwicklung, Bd. 47 (2020), S. 61–73, ISSN 2192-8924.
- Denken und Planen für Berlin und anderswo. Vom Generalbebauungsplaner der Hauptstadt der DDR zum Stadtentwicklungsplaner für das wiedervereinte Berlin. Das Neue Berlin, Berlin 2022, ISBN 978-3-360-02752-8